# St David’s
St David’s (wal: Tyddewi) – najmniejsze miasto o statusie city w Wielkiej Brytanii, z populacją liczącą niecałe 2000 mieszkańców. Położone jest nad rzeką Alun, w zatoce Saint David’s, w walijskim hrabstwie Pembrokeshire. St David’s uważane jest za religijną stolicę Walii. Jest to miejsce urodzenia św. Dawida, jej patrona.

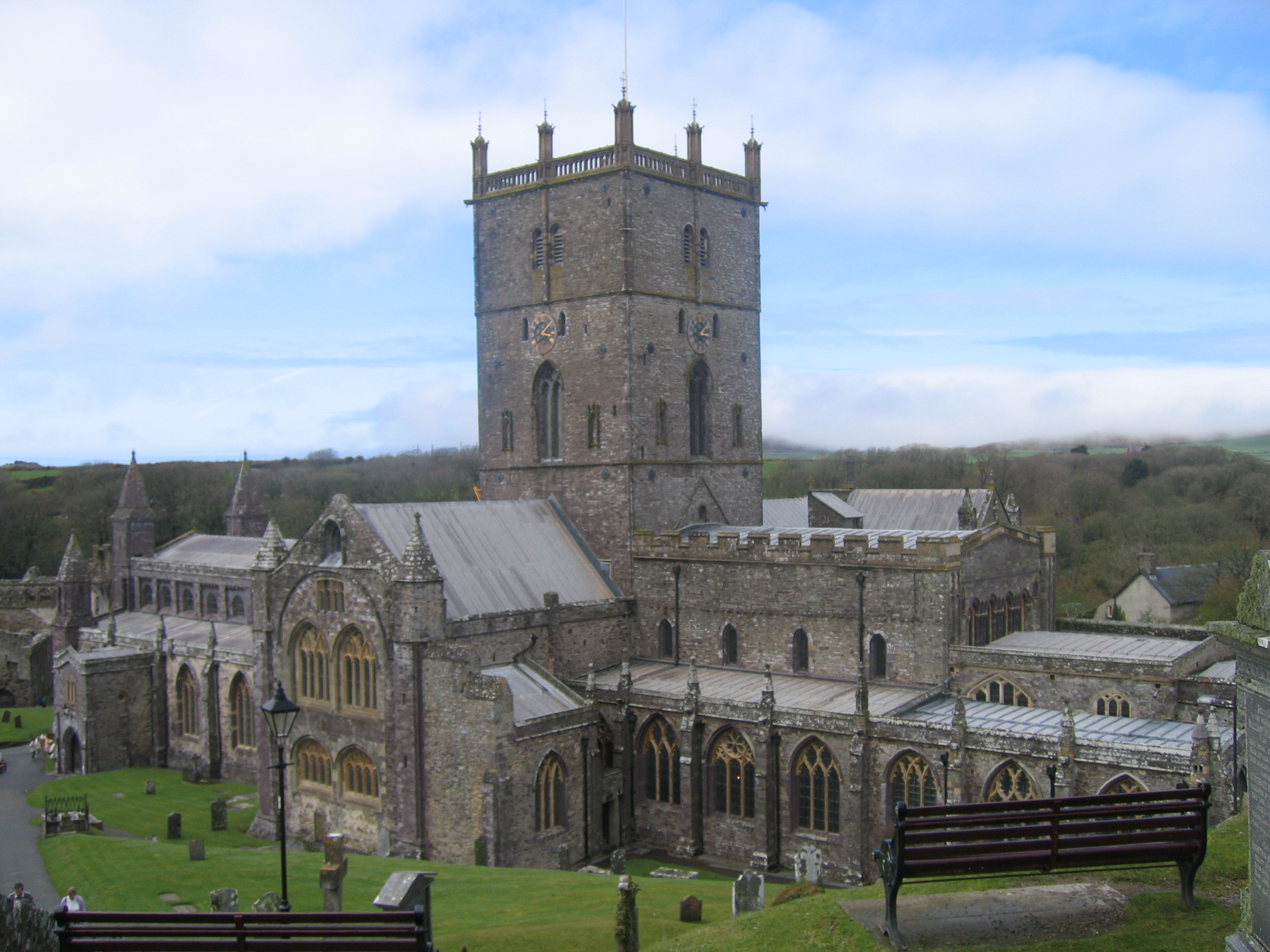
Katedra św. Dawida

Miejsce to pierwotnie było nazywane w języku walijskim Mynyw oraz łacińskim Menevia, później przemianowane na St David’s dla uhonorowania świętego. Miasto rozpościera się wokół Katedry św. Dawida, będącej w średniowieczu popularnym miejscem pielgrzymek. Tutejsze biskupstwo było ostatnim z punktów, gdzie utrzymywał się kościół starobrytyjski – dopiero w XIII wieku podporządkowało się ono arcybiskupstwu w Canterbury.
W XIV wieku zbudowany został pałac biskupi, który obecnie jest zabytkową ruiną dostępną dla zwiedzających. Od 1603 roku miasto zostało stolicą jednej z pięciu ówczesnych gmin hrabstwa Pembrokeshire.

## Współpraca
- Naas, Irlandia
- Orléat, Francja
- Matsieng(inne języki), Lesotho